# Ponte de Iugra

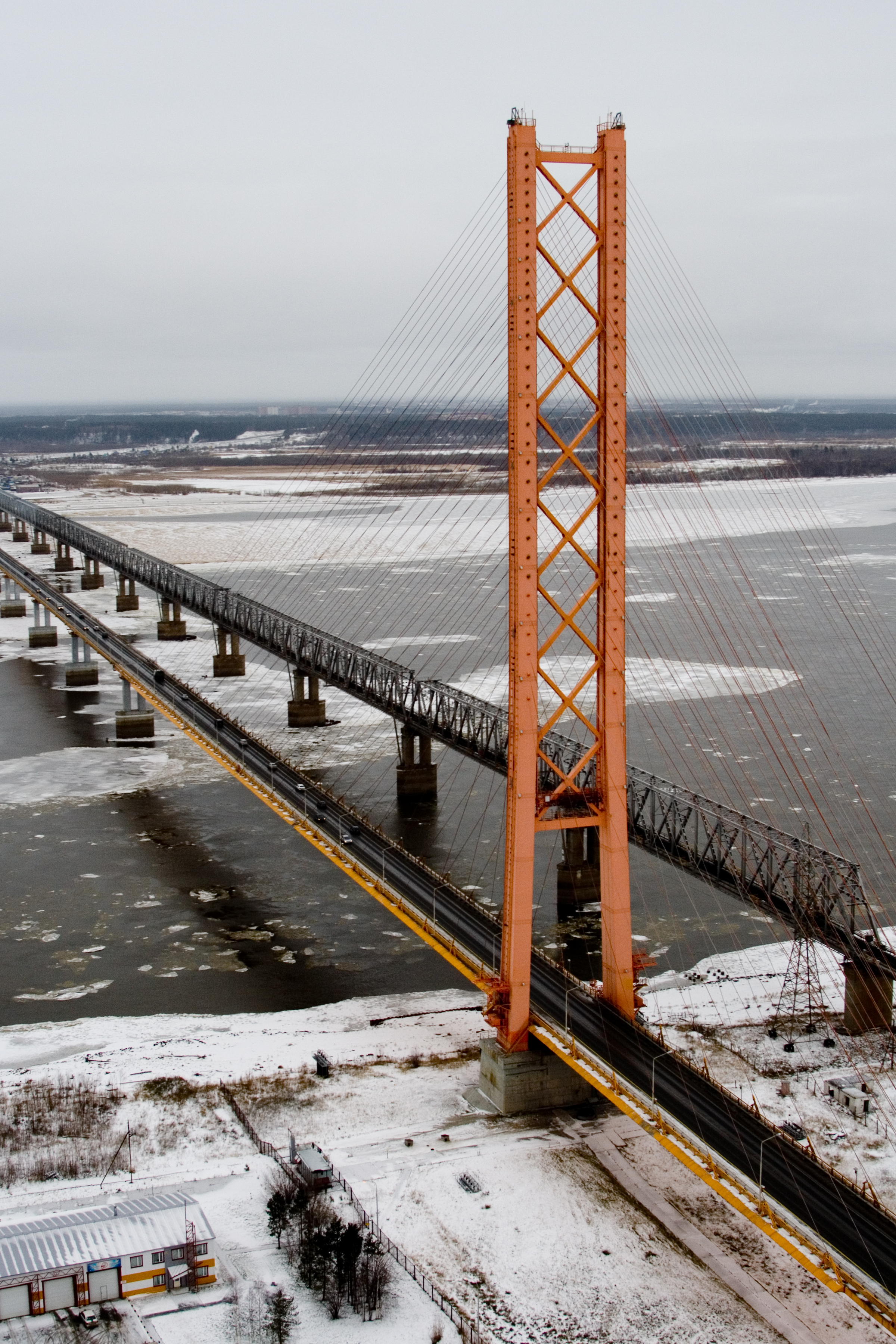
Ponte de Iugra

A Ponte de Iugra (em russo:  Югорский мост) é uma ponte pênsil suspensa por cabo por sobre o rio Ob, uma daInformar um erros mais longas na Sibéria, Rússia. A ponte tem 2 070 metros de comprimento e tem apenas uma torre. O vão central tem comprimento de 408 metros é a mais longa ponte pênsil suspensa por cabos com uma torre. A ponte foi inaugurada em setembro de 2000.